# Người tù khổ sai (phim 2017)
Người tù khổ sai (tên gốc tiếng Anh: Papillon) là phim điện ảnh chính kịch tiểu sử của năm 2017 do Michael Noer đạo diễn. Phim có sự tham gia diễn xuất của Charlie Hunnam và Rami Malek, kể câu chuyện về Henri Charrière, một công dân Pháp bị kết án tù có biệt hiệu Papillon ("bươm bướm"), bị xử án đày khổ sai chung thân từ năm 1933 tại Đảo Devil và trốn thoát năm 1941 với sự giúp đỡ của Louis Dega. Kịch bản của phim được dựa trên tự truyện Người tù khổ sai và Banco của Charrière, cũng như bản phim chuyển thể năm 1973 do Dalton Trumbo và Lorenzo Semple Jr. biên kịch với sự tham gia diễn xuất của Steve McQueen và Dustin Hoffman.
Người tù khổ sai ra mắt vào ngày 9 tháng 9 năm 2017 tại buổi Công chiếu Đặc biệt nằm trong khuôn khổ Liên hoan phim quốc tế Toronto 2017. Phim được hãng Bleecker Street công chiếu vào ngày 24 tháng 8 năm 2018, và tại Việt Nam vào ngày 28 tháng 9 năm 2018.

## Nội dung
Henri Charrière, có biệt danh là “Papillon” vì hình xăm con bướm trên ngực, bị kết án tù chung thân vì tội giết người ở Paris mà ông không hề có liên quan. Bị giam giữ tại nhà tù hình sự thuộc địa Pháp ở Guiana, ông khao khát được giải thoát. Sau khi thực hiện một loạt những kế hoạch trốn trại đầy nguy hiểm nhưng thất bại, ông bị giải đến một nhà tù khét tiếng ở đảo Devil, nơi chưa một ai có thể trốn thoát.

## Diễn viên
- Charlie Hunnam vai Henri "Papillon" Charrière
- Rami Malek vai Louis Dega
- Roland Møller vai Celier
- Tommy Flanagan vai Masked Breton
- Eve Hewson vai Nenette
- Michael Socha vai Julot
- Ian Beattie vai Toussaint
- Yorick van Wageningen vai Warden Barrot
- Nikola Kent vai Warden Brioulet
- Petar Cirica vai Abda

## Sản xuất
Người tù khổ sai được ghi hình tại nhiều địa điểm khắp châu Âu, trong đó có Montenegro, Malta và Belgrade, Serbia.

## Phát hành
Người tù khổ sai ra mắt vào ngày 9 tháng 9 năm 2017 tại buổi Công chiếu Đặc biệt nằm trong khuôn khổ Liên hoan phim quốc tế Toronto 2017. Phim được hãng Bleecker Street công chiếu vào ngày 24 tháng 8 năm 2018, và tại Việt Nam vào ngày 28 tháng 9 năm 2018.

## Đón nhận

### Doanh thu phòng vé
Tại thị trường Mỹ và Canada, Người tù khổ sai thu về 2,3 triệu USD, cùng với 2,1 triệu USD tại các thị trường ngoại địa, nâng tổng doanh thu của phim lên 4,5 triệu USD toàn cầu.
Phim ra mắt với 1,2 triệu USD thu về từ 544 rạp chiếu tại khu vực Mỹ và Canada, xếp thứ 16 trên bảng xếp hạng doanh thu phòng vé dịp cuối tuần.

### Đánh giá chuyên môn
Trên hệ thống tổng hợp kết quả đánh giá Rotten Tomatoes, phim nhận được 52% lượng đồng thuận dựa theo 86 đánh giá, với điểm trung bình là 6/10. Các chuyên gia của trang web nhất trí rằng, "Người tù khổ sai có diễn xuất tốt và công tác sản xuất chắc chắn dù phim đã từng được chuyển thể trước đó, dù vậy điều đó vẫn là chưa đủ để có thể xóa đi ký ức của người xem về phiên bản năm 1973." Trên trang Metacritic, phần phim đạt số điểm 52 trên 100, dựa trên 29 nhận xét, chủ yếu là những ý kiến hỗn tạp.
Sarah Melton từ Exclaim! đưa ra những nhận xét trái chiều, "Đây không phải là một câu chuyện tồi, nhưng lại chẳng hề thỏa đáng vì một cốt truyện bạo lực không nên được thực hiện theo cách đó."